# Меива
Меива (明和) је јапанска ера (ненко) која је настала после Хореки и пре Анеи ере. Временски је трајала од јуна 1764. до новембра 1772. године и припадала је Едо периоду. Актуелни владари били су царица Го Сакурамачи и цар Го Момозоно. Нова ера је именована како би се обележио долазак новог монарха на трон. Име меива у грубом преводу значи "светла складност".

## Важнији догађајиМеиваере
- 1765. (Меива 2): Издата је кованица вредности пет мома.[3]
- 1766. (Меива 3): Спречена је побуна да се уклони актуелни шогун.[4]
- 1768. (Меива 5): Заустављена је употреба новца вредности пет мома.
- 1770. (Меива 7): Тајфун у Кјоту удара на новоизграђену царску палату.[5]
- 1770. (Меива 7): Велика комета (Лекселова комета) била је видљива током лета и јесени.[5]
- 1770. (Меива 7): Прва година суше која ће у Јапану трајати петнаест година.[5]
- 1. април 1772. (Меива 9, двадесетдевети дан другог месеца): "Велики Меива пожар"—једна од три велике катастрофе Еда. По незваничним извештајима уништено је око 178 храмова и манастира, 127 даимјо резиденција (+ 878 незваничних резиденција), 8705 кућа самураја, 628 трговачких објеката а жртве у људству достигле су број од 6000 погођених. Град је био уништен а његова рекострукција коштала је земљу велике количине новца.[5]
- 2. август 1772. (Меива 9, четврти дан шестог месеца): Страшна олуја погодила је област Канто, донела поплаве и уништила усеве.[5]
- 17. август 1772. (Меива 9, деветнаести дан шестог месеца): Још једна велика олуја која доноси нове поплаве. Јаки ветрови уништавају око 4000 кућа.[6]
- 1772. (Меива 9): Због свих несрећа и непогода девета година Меива ере названа је годином проблема. Томе је најпре допринела чињеница да реч за еру "Меива" и реч за девет - "ку" звучи веома као "меиваку" што је јапанска реч за муку и несрећу.[5]
- 1772. (Меива 9, једанаести месец): Име ере је промењено у Анеи што у преводу значи "мирна вечност".[7]